# امبوهیب
امبوهیب (به لاتین: Ambohibe) یک سکونتگاه مسکونی در ماداگاسکار است که در آنالانجیروفو واقع شده‌است.

## خصوصیات
امبوهیب ۱۶٬۰۰۰ نفر جمعیت دارد و ۲۱۷ متر بالاتر از سطح دریا واقع شده‌است.